# Павел Глоба
Павел Павлович Глоба (роден на 16 юли 1953 г., Москва) е съветски и руски астролог, телевизионен водещ, радиоводещ и писател.

## Биография
Баща му е Павел Филипович Глоба (7 януари 1918 г. – 28 октомври 1983 г.), по професия е пейзажист и баталист, член на Съюза на художниците на СССР, произхожда от дворянско семейство. Майка му е Нина Ивановна Глоба (р. Гантимурова, р. 1926 г.), от семейството на князете Гантимурови, лекар, също практикува изцеление (тя лекува чрез полагане на ръце). Неговият дядо по майчина линия също е бил лекар и астролог, а баба му според Глоба е била зороастрийка, взета от Персия от дядо му за жена, произхождаща е от семейството на Хебр.
От 1982 до 1984 г. работи в Московския градски архив. От 1983 до 1984 г. работи като нощен пазач. От 1982 г. е директор на създадената от него „Авестийската асоциация на астрологията“, както и Комисията по космобиология към Федерацията по гимнастика по ушу на СССР. От 1998 г. до 2008 г. ръководи програмата Global News на TNT. През 2011 г. се завръща в телвизионния канал „Къде и кой“, по-късно озаглавено „Световна перспектива“, но скоро то е закрито. Към 2024 г. той води радио „Ретро FM“. Той е ректор на Астрологическия институт, почетен президент на Републиканската беларуска авестийска асоциация.

## Личен живот
Женил се е четири пъти. Най-известната му съпруга е астроложката Тамара Глоба.

## Избрана библиография

### Самостоятелни издания
- Глоба, Павел. Транзиты планет. Часть 1: Соединения.   Москва, Авестийский астрологический Центр Арта, без година. с. 111. (на руски)
- Глоба, Павел. Популярная астрология.   Минск, ООО „Хварна“, 1993. с. 68. (на руски)
- Глоба, Павел. Мистерии домов гороскопа.   Москва, ААЦ Арта, 1993. с. 191. (на руски)
- Глоба, Павел. Двенадцать мистерий судьбы.   Москва, Бестпринт, 1994. с. 526. (на руски)
- Глоба, Павел. Живой огонь. Умение древных ариев.   Русия, Вагриус, 1995. с. 303. (на руски)
- Глоба, Павел. Когда наступит день. Сакральный календарь древних ариев.   Минск, Арба, 1999. с. 304. (на руски)

### Съвместни с Тамара Глоба
- Павел и Тамара Глоба. Хорокопът на Сталин.   София, Факел експрес, без година. с. 24. (на български)
- Павел Глоба, Тамара Глоба. Сталин – факти, слухове, хороскоп.   София, Факел, 1990. с. 25. (на български)